# Междугорное (Кемеровская область)
Междуго́рное — село в Крапивинском районе Кемеровской области. Входит в состав Крапивинского сельского поселения.

## География
Центральная часть населённого пункта расположена на высоте 150 метров над уровнем моря.

## Население
По данным Всероссийской переписи населения 2010 года, в селе Междугорное проживает 346 человек (168 мужчин, 178 женщин).